# Loksa
Loksa – miasto w Estonii w prowincji Harjumaa, liczy 3454  mieszkańców (2007). Ośrodek przemysłu spożywczego. Przez miejscowość biegnie rzeka Valgejõgi. W mieście powstały: 1874 cegielnia, 1899 warsztat do budowy żaglowców, 1903 slip, 1907 tartak.